# Юньон Спортив Брессан
«Юньон Спортив Брессан Пей де л’Эн» (фр. Union sportive bressane Pays de l'Ain) — французский регбийный клуб из города Бурк-ан-Брес, выступающий во третьей лиге страны, Федераль 1. Команда создана в 1902 году; последние несколько лет регбисты провели в третьей лиге, Федераль 1. Клуб впервые вышел во вторую лигу в 2009 году и повторил это достижение по итогам сезона 2012/13. Спортсмены проводят домашние матчи на стадионе «Стад Марсель-Вершер», который способен вместить 10 400 зрителей.

## Достижения
- Чемпионат Франции
  - 1/8 финала: 1972, 1983
- Второй дивизион
  - Победитель: 1939, 1958, 1963, 1999
- Федераль 1
  - Победитель: 2013
- Дивизион «Решель Б»
  - Победитель: 2001
- Юниорский чемпионат Франции
  - Победитель: 1985

## Состав
Сезон 2013/14.

## Известные игроки
Игроки клуба, выступавшие на международной арене.
| - Джоне Таваке - Кенан Мутапчич - Грегори Майкес - Хайме Нава - Джо Хатчинсон - Джон Дрейк - Алин Косте - Пьер Бертран | - Мишель Грефф - Дави Ларге - Лоран Лефламан - Ив Ментийе - Лионель Налле - Мишель Поматьё - Клод Пром - Морис Терро |

## Тренеры
- Мишель Грефф
- Мишель Бернарден
- Дидье Камбераберо
- Жиль Кокар
- Жан Антурвиль
- Франк Марешаль и Йоанн Буланже

## Президенты
- Мэтр Пьер Сенетер
- Поль Эбейер
- Жан-Марк Сеген
- Ги Шева
- Кристоф Ньогре
- Марк Иверна
- Мишель Поматьё